# Gustavo Santaolalla
Gustavo Alfredo Santaolalla (* 19. srpna 1951, El Palomar) je argentinský hudební skladatel. Proslul především jako skladatel filmové hudby, za niž získal dvakrát cenu Oscar – v roce 2005 za hudbu k filmu Zkrocená hora, v roce 2006 za hudební doprovod snímku Babel.

## Hudební kariéra
V letech 1967–1975 byl členem argentinské folk-rockové hudební skupiny Arco Iris. Poté přešel do kapely Soluna, aby brzy opustil Argentinu, přesídlil do Los Angeles a založil si vlastní projekt Wet Picnic. V letech 1981–1998 pak vydal v Americe tři alba. Skladby z posledního, nazvaného Ronroco, začaly být již široce využívány ve filmu a televizi (nejprve ve filmu The Insider z roku 1999, později v seriálu 24 hodin aj.). Tím se mu otevřel svět filmové hudby. Zlom nastal, když dostal nabídku zkomponovat originální hudbu k filmu Amores perros z roku 2000. Následovaly snímky 21 Grams (2003) a "cheguevarrovské" Motocyklové deníky (2004), za něž dostal britskou cenu BAFTA. Následující filmy Zkrocená hora a Babel mu přinesly Oscara, za Babel dostal i další cenu BAFTA, za Zkrocenou horu Zlatý glóbus. Avšak pozici prominentního hollywoodského skladatele nepřijal, orientuje se spíše na neamerický film (např. mexicko-španělské drama Biutiful z roku 2010, indický film Dhobi Ghat, argentinské Divoké historky). Napsal rovněž hudbu k videohře The Last of Us. Do Hollywoodu se vrátil například hudbou k dramatu Blízko od sebe z roku 2013. Jako producent získal též dvě americké ceny Grammy (2004, 2009). Produkuje především latino-popové a latino-rockové nahrávky.